# 309 km (obwód moskiewski)
309 km (ros. 309 км) – przystanek kolejowy pomiędzy miejscowościami Stupino i Głotajewo, w rejonie domodiedowskim, w obwodzie moskiewskim, w Rosji. Położony jest na Wielkim Pierścieniu Kolei Moskiewskiej.